# Nicolás Acosta
Nicolás Acosta (Coroico, Bolivia, 1844 - 1894) fue un  intelectual boliviano de la segunda mitad del siglo XIX. 

## Biografía
Nicolás Acosta nació en Coroico en 1844, hijo de Antonio Acosta y miembro de una distinguida y acomodada familia de comerciantes, militares y políticos. Se formó como abogado y ejerció como secretario de la misión Campero en Francia e Inglaterra, y luego fungió como secretario personal de Adolfo Ballivián, presidente de Bolivia entre 1873 y 1874.  
A la llegada al poder de Hilarión Daza en 1876, fue perseguido por el Gobierno, para después ser desterrado.  
Entre 1880 y 1881, lo nombraron diputado por La Paz. Más tarde, ocupó el cargo de oficial mayor de Justicia, Instrucción y Culto. En 1885, fue revisitador en la provincia de Pacajes y diputado por esta misma provincia en la Convención nacional de ese año.  
Más tarde, en 1892, bajo la presidencia de Aniceto Arce, volvió a ser aprisionado y desterrado a la Colonia Crévaux, en el Chaco boliviano. 
A pesar de esto, Nicolás Acosta se distinguió como periodista, bibliófilo y “escritor galano”. Entre sus obras destacan las biografías de Emeterio Villamil de Rada, Adolfo Ballivián o de Víctor G. Lanza, como también un censo del periodismo paceño (1876) y una Guía del viajero en La Paz (1880).
Murió en su hacienda de Lambate en 1894.